# جغرافیای بوسنی و هرزگوین
بوسنی و هرزگوین (به بوسنیایی (خط لاتین): Bosna i Hercegovina، به صربی (خط سیریلیک): Босна и Херцеговина) کشوری است در جنوب شرقی اروپا که پایتخت آن سارایوو است. این کشور در غرب و شمال غرب با کرواسی، در شرق با صربستان و در جنوب شرقی با مونته نگرو همسایه است. کشور بوسنی و هرزگوین به لحاظ موقعیت جغرافیایی در جنوب شرق اروپا و در شبه جزیره بالکان قرار گرفته‌است و با کشورهای کرواسی، صربستان و مونته نگرو مرز مشترک دارد. این کشور از دو ناحیهٔ بوسنی (در شمال) و هرزگوین (در جنوب) تشکیل شده‌است. مرز آبی این کشوربه طول ۲۲ کیلومتر تنها راه دسترسی این کشور به آبهای آزاد است بندر نئوم در این منطقه واقع شده‌است.

## تقسیمات کشوری
این کشور شامل ۱۳ استان می‌باشد.